# Hada lentiginosa
Hada lentiginosa är en fjärilsart som beskrevs av Max Wilhelm Karl Draudt 1924. Hada lentiginosa ingår i släktet Hada och familjen nattflyn. Inga underarter finns listade i Catalogue of Life.